# Misa Shimizu
Pour les articles homonymes, voir Shimizu.
Misa Shimizu (清水美沙, Shimizu Misa), née à Nishitōkyō le 25 septembre 1970, est une actrice japonaise.

## Biographie
Misa Shimizu fait ses débuts à l'écran après avoir remporté l'audition de sélection de l'héroïne pour le film Shōnan bakusōzoku (1987). Elle joue dans Seishun kazoku, la série dramatique matinale de la chaîne NHK en 1989. Elle interprète Keiko dans L'Anguille, réalisé par Shōhei Imamura, film qui remporte la Palme d'or en 1997. Misa Shimizu fait également des apparitions régulières dans les films de Masayuki Suo.

## Filmographie sélective

### Cinéma
- 1987 : Shōnan bakusōzoku (湘南爆走族?) : Yoshiko Tsuyama
- 1990 : Inamura Jane (稲村ジェーン?) de Keisuke Kuwata : Namiko
- 1990 : Isan sōzoku (遺産相続?) de Yasuo Furuhata : Mika Fujishima
- 1990 : Bakayarō! 3: Henna yatsura (バカヤロー!3 へんな奴ら?) : Hikaru Nishioka (épisode 2)
- 1992 : Sumo Do, Sumo Don't (シコふんじゃった。, Shiko funjatta?) de Masayuki Suo : Natsuko Kawashima
- 1992 : Mirai no omoide: Last Christmas (未来の想い出 Last Christmas?) de Yoshimitsu Morita : Yuko Nando
- 1992 : Okoge (おこげ?) de Takehiro Nakajima : Sayoko Morohashi
- 1994 : Les 47 Rōnin (四十七人の刺客, Shijūshichinin no shikaku?) de Kon Ichikawa : Hori
- 1997 : L'Anguille (うなぎ, Unagi?) de Shōhei Imamura : Keiko Hattori
- 1998 : Dr. Akagi (カンゾー先生, Kanzō-sensei?) de Shōhei Imamura
- 2001 : De l'eau tiède sous un pont rouge (赤い橋の下のぬるい水, Akai hashi no shita no nurui mizu?) de Shōhei Imamura : Saeko Aizawa
- 2002 : La mer regarde (海は見ていた, Umi wa miteita?) de Kei Kumai : Kikuno
- 2009 : Rain Fall (レイン・フォール/雨の牙, Rein fōru: Ame no kiba?) de Max Mannix : Yuko
- 2010 : Memoirs of a Teenage Amnesiac (誰かが私にキスをした, Dareka ga watashi ni kisu o shita?) de Hans Canosa : Madame Hasegawa

### Télévision
- 1989 : Seishun kazoku (青春家族?) (série TV)
- 1998 : Tokugawa Yoshinobu (徳川慶喜?) : Oyoshi (série TV)

## Récompenses et distinctions
- 1991 : Révélation de l'année aux Japan Academy Prize pour ses interprétations dans Inamura Jane, Isan sōzoku et Bakayarō! 3: Henna yatsura
- 1992 : Hōchi Film Award de la meilleure actrice pour ses interprétations dans Sumo Do, Sumo Don't, Mirai no omoide: Last Christmas et Okoge
- 1992 : Nikkan Sports Film Award de meilleur nouveau talent pour ses interprétations dans Sumo Do, Sumo Don't, Mirai no omoide: Last Christmas et Okoge
- 1993 : Prix de la meilleure actrice dans un second rôle au festival du film de Yokohama pour ses interprétations dans Sumo Do, Sumo Don't, Mirai no omoide: Last Christmas et Okoge